# Rättvik (đô thị)
Đô thị Rättvik (tiếng Thụy Điển: Rättvik kommun) là một đô thị ở hạt Dalarna của Thụy Điển. Thủ phủ là thị xã Rättvik. Dân số thời điểm 31 tháng 12 năm 2000 là 10847 người.